# Douilly
Douilly és un municipi francès situat al departament del Somme i a la regió dels Alts de França. L'any 2007 tenia 246 habitants.

## Demografia

### Població

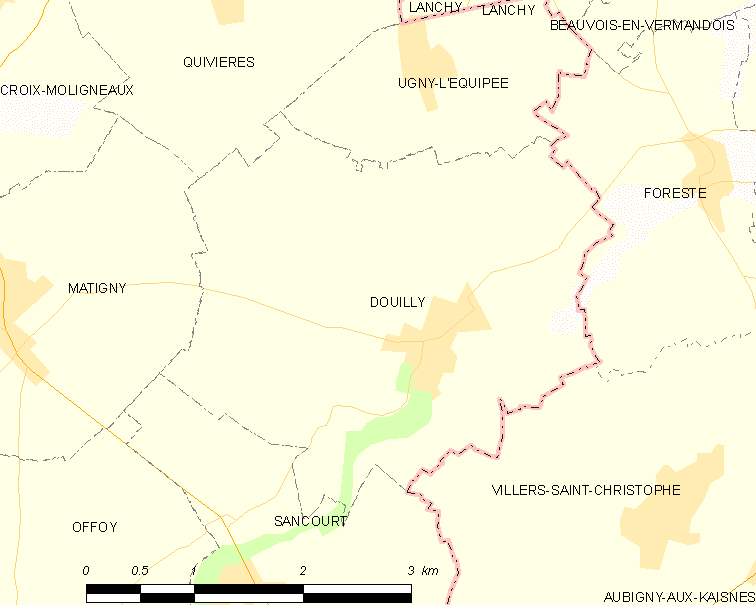
mapa del municipi

El 2007 la població de fet de Douilly era de 246 persones. Hi havia 96 famílies de les quals 20 eren unipersonals (8 homes vivint sols i 12 dones vivint soles), 36 parelles sense fills, 28 parelles amb fills i 12 famílies monoparentals amb fills.
La població ha evolucionat segons el següent gràfic:
Habitants censats

### Habitatges
El 2007 hi havia 103 habitatges, 96 eren l'habitatge principal de la família i 7 estaven desocupats. Tots els 103 habitatges eren cases. Dels 96 habitatges principals, 64 estaven ocupats pels seus propietaris i 32 estaven llogats i ocupats pels llogaters; 4 tenien dues cambres, 15 en tenien tres, 19 en tenien quatre i 58 en tenien cinc o més. 73 habitatges disposaven pel capbaix d'una plaça de pàrquing. A 40 habitatges hi havia un automòbil i a 39 n'hi havia dos o més.

### Piràmide de població

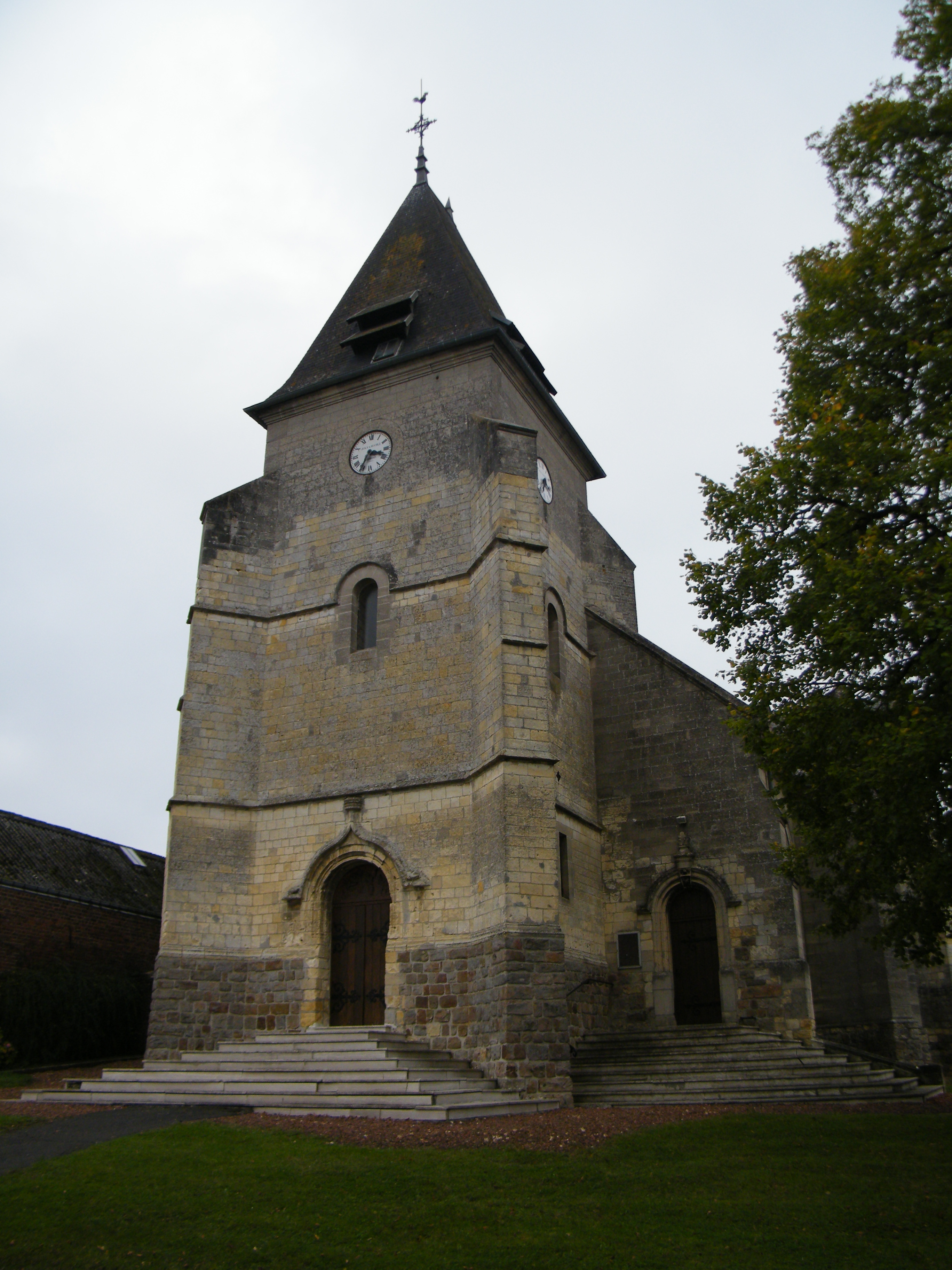

La piràmide de població per edats i sexe el 2009 era:
| Homes | Edats   | Dones |
| ----- | ------- | ----- |
| 0     | 95 o +  | 0     |
| 0     | 90 a 94 | 0     |
| 0     | 85 a 89 | 4     |
| 4     | 80 a 84 | 0     |
| 4     | 75 a 79 | 8     |
| 4     | 70 a 74 | 8     |
| 8     | 65 a 69 | 8     |
| 4     | 60 a 64 | 12    |
| 8     | 55 a 59 | 8     |
| 4     | 50 a 54 | 8     |
| 20    | 45 a 49 | 8     |
| 4     | 40 a 44 | 8     |
| 16    | 35 a 39 | 12    |
| 4     | 30 a 34 | 0     |
| 12    | 25 a 29 | 8     |
| 4     | 20 a 24 | 0     |
| 12    | 15 a 19 | 0     |
| 12    | 10 a 14 | 0     |
| 4     | 5 a 9   | 4     |
| 0     | 0 a 4   | 0     |

## Economia

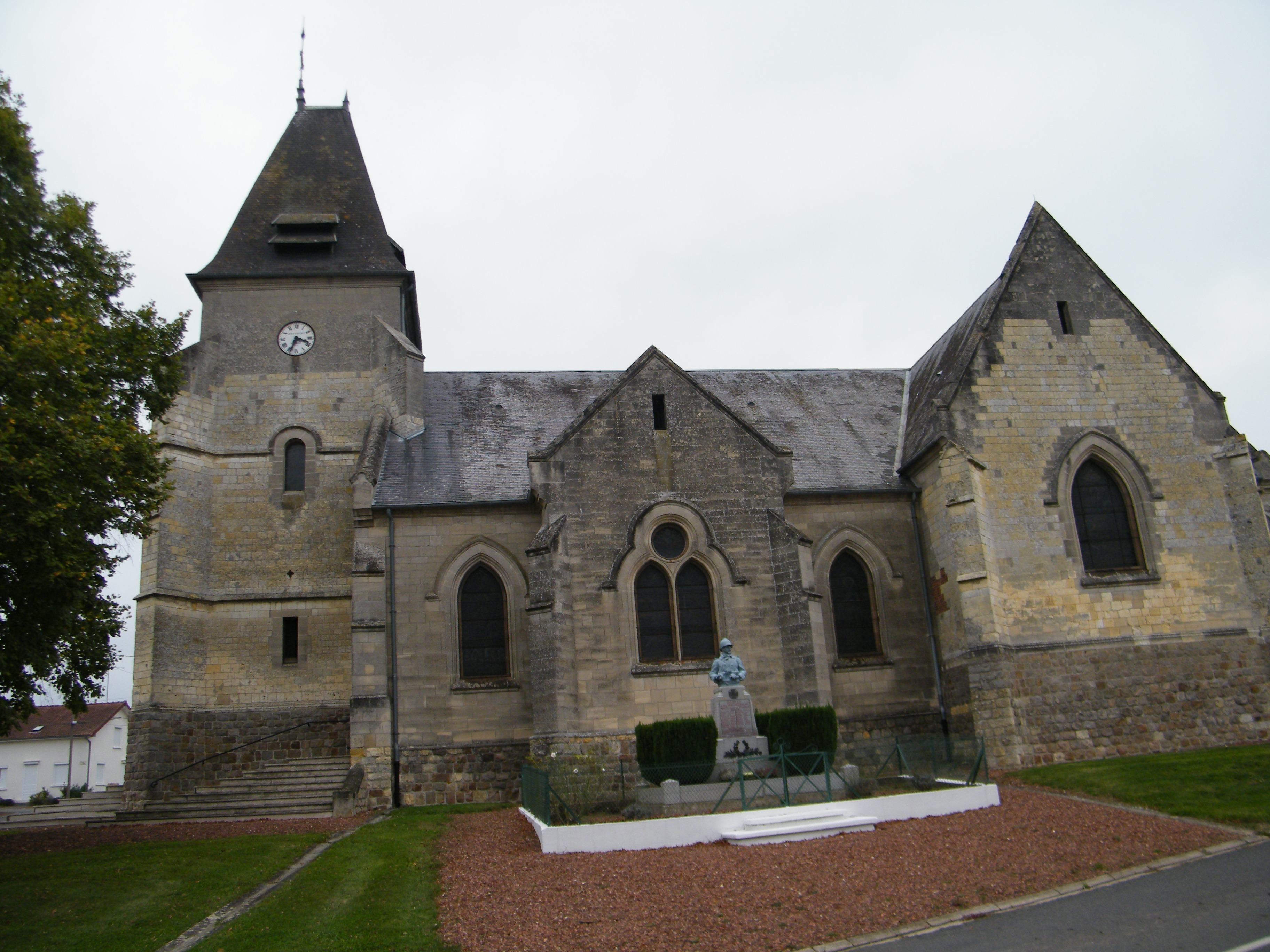

El 2007 la població en edat de treballar era de 163 persones, 109 eren actives i 54 eren inactives. De les 109 persones actives 94 estaven ocupades (56 homes i 38 dones) i 16 estaven aturades (9 homes i 7 dones). De les 54 persones inactives 24 estaven jubilades, 12 estaven estudiant i 18 estaven classificades com a «altres inactius».

### Ingressos
El 2009 a Douilly hi havia 96 unitats fiscals que integraven 255 persones, la mediana anual d'ingressos fiscals per persona era de 15.794 €.

### Activitats econòmiques
Dels 5 establiments que hi havia el 2007, 2 eren d'empreses de comerç i reparació d'automòbils, 1 d'una empresa de transport i 2 d'empreses classificades com a «altres activitats de serveis».
L'únic servei als particulars que hi havia el 2009 era un taller de reparació d'automòbils i de material agrícola.
L'any 2000 a Douilly hi havia 8 explotacions agrícoles que ocupaven un total de 1.320 hectàrees.

## Equipaments sanitaris i escolars

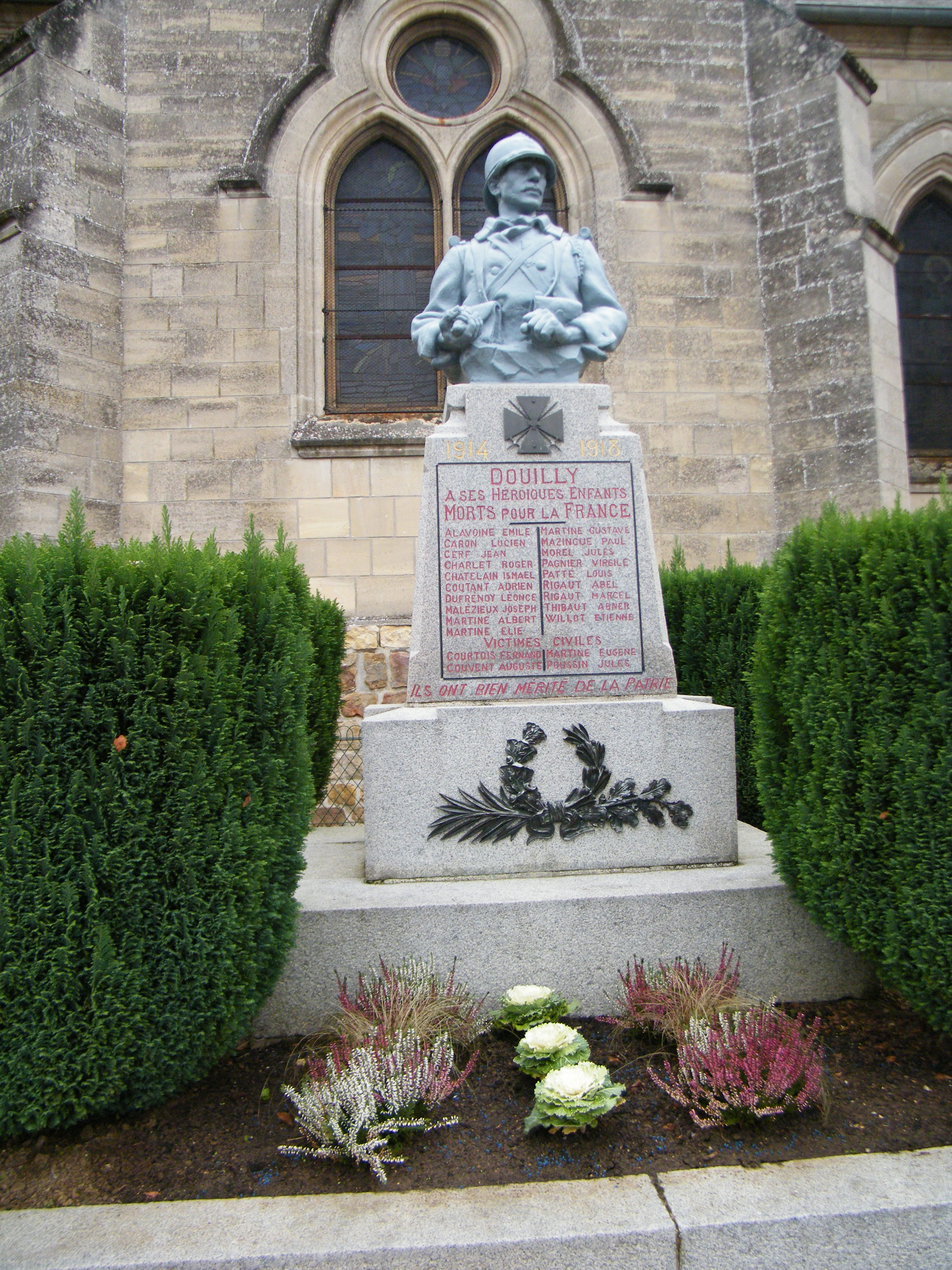

El 2009 hi havia una escola maternal integrada dins d'un grup escolar amb les comunes properes formant una escola dispersa.

## Poblacions més properes

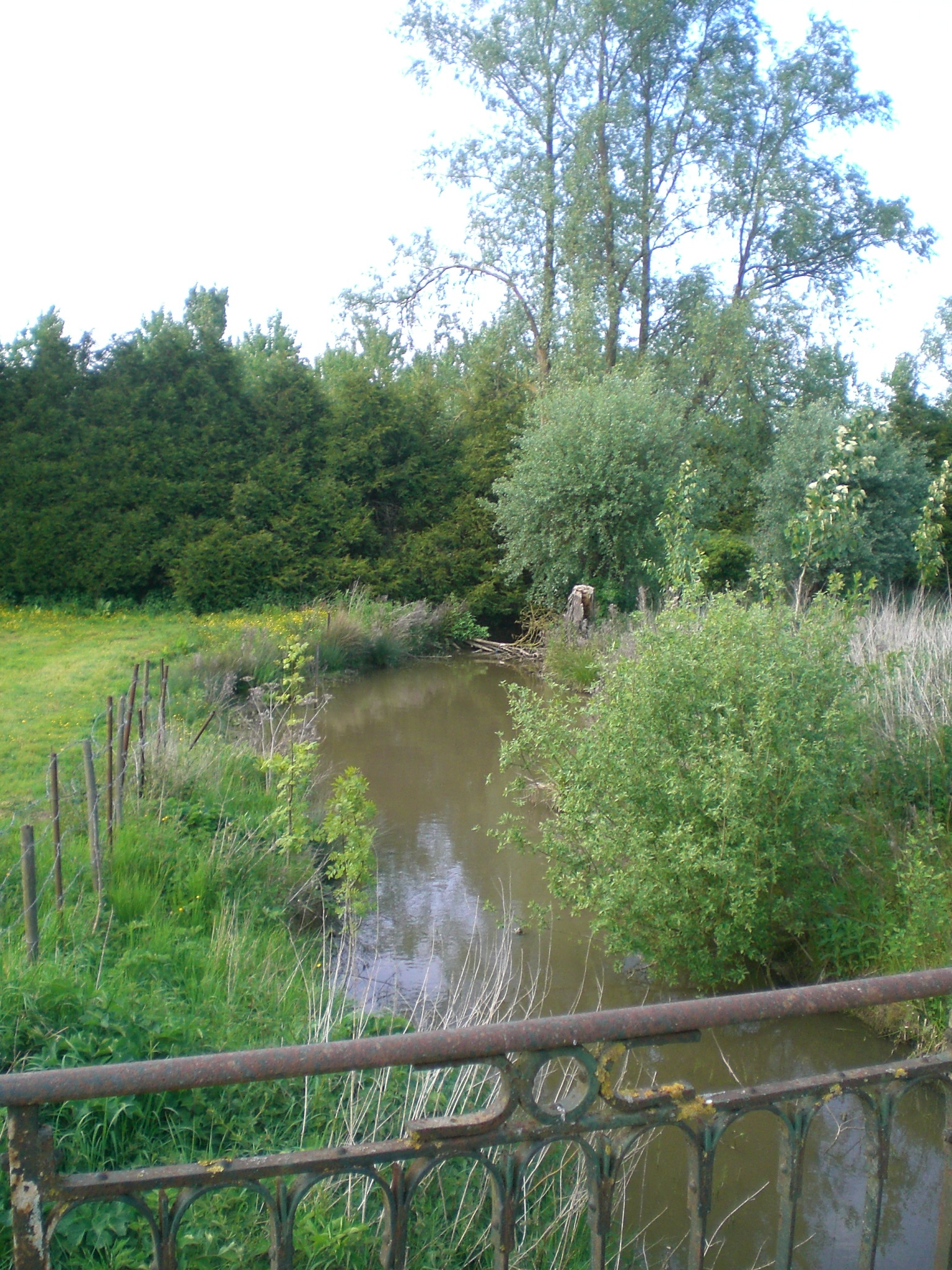
riu Germaine

El següent diagrama mostra les poblacions més properes.